# NGC 709
NGC 709 je galaksija u zviježđu Andromeda.

## Vanjske poveznice
- SEDS: NGC 709